# Trini Alvarado
Trinidad „Trini“ Alvarado (* 10. Januar 1967 in New York City) ist eine US-amerikanische Schauspielerin.

## Leben
Alvarados Vater, Domingo Alvarado, ist spanischer Abstammung, ihre Mutter, Sylvia Alvarado, entstammt einer puerto-ricanischen Familie. Trini Alvarado studierte Kunst an der Fordham University in New York City. 
Alvarado spielte zuerst in Kurzfilmen wie Big Apple Birthday aus dem Jahr 1978. Für ihre Hauptrolle in der Komödie Nicht von schlechten Eltern (1979) wurde sie für den Young Artist Award nominiert. In der Komödie Satisfaction (1988) spielte sie neben Justine Bateman, Liam Neeson und Julia Roberts eine der größeren Rollen. In der Literaturverfilmung Betty und ihre Schwestern (1994) trat sie neben Winona Ryder und Gabriel Byrne auf. Eine größere Rolle übernahm sie neben Michael J. Fox in der Horrorkomödie The Frighteners (1996) von Peter Jackson. Für ihre Rolle in der Komödie Paulie – Ein Plappermaul macht seinen Weg (1998) wurde sie im Jahr 1999 für den ALMA Award nominiert.
Trini Alvarado ist mit dem Schauspieler Robert McNeill verheiratet. Das Paar hat einen Sohn und eine Tochter.

## Filmografie (Auswahl)
- 1979: Nicht von schlechten Eltern (Rich Kids)
- 1980: Times Square – Ihr könnt uns alle mal (Times Square)
- 1984: Flucht zu dritt (Mrs. Soffel)
- 1987: Sommer unserer Träume (Sweet Lorraine)
- 1988: Satisfaction (Girls of Summer)
- 1988: Nitti – Der Bluthund (Frank Nitti: The Enforcer)
- 1990: Stella
- 1991: Amerikanische Freundinnen (American Friends)
- 1991: American Blue Note
- 1992: The Babe – Ein amerikanischer Traum (The Babe)
- 1994: Betty und ihre Schwestern (Little Women)
- 1995: The Perez Family
- 1996: The Frighteners
- 1998: Paulie – Ein Plappermaul macht seinen Weg (Paulie)
- 2000: The Last Dance
- 2006: Little Children
- 2010: All Beauty Must Die (All Good Things)
- 2014: Black Box (Fernsehserie)